# Blahovișcenske, Ucraina
Blahovișcenske (în ucraineană Благовіщенське) este orașul raional de reședință al raionului Uleanovka din regiunea Kirovohrad, Ucraina. În afara localității principale, nu cuprinde și alte sate.

## Demografie
Componența lingvistică a orașului Blahovișcenske
     Ucraineană (96,73%)
     Rusă (2,49%)
     Alte limbi (0,43%)
Conform recensământului din 2001, majoritatea populației orașului Blahovișcenske era vorbitoare de ucraineană (96,73%), existând în minoritate și vorbitori de rusă (2,49%).